# Артамоново
Артамо́ново (рос. Артамоново) — селище у складі Шипуновського району Алтайського краю, Росія. Входить до складу Порожненської сільської ради.

## Населення
Населення — 137 осіб (2010; 146 у 2002).
Національний склад (станом на 2002 рік):
- росіяни — 97 %